# Calcio ai XV Giochi panamericani

La quindicesima edizione del torneo di calcio ai Giochi panamericani si è svolta a Rio de Janeiro, Brasile, dal 15 al 27 luglio 2007. Il torneo maschile vide la vittoria dell'Ecuador, mentre quello femminile fu vinto dal Brasile.

## Formato

### Torneo maschile
Tre gironi da quattro squadre: sei sono affiliate alla CONCACAF e sei alla CONMEBOL. Le prime classificate ottengono l'accesso alla fase a eliminazione diretta, comprendente semifinali, finale 3º-4º posto e finalissima.

### Torneo femminile
Due gironi da cinque squadre: le prime due ottengono l'accesso alla fase a eliminazione diretta, comprendente semifinali, finale 3º-4º posto e finalissima.